# Perarrua
Perarrua (aragonès Perarruga; castellà Perarrúa) és un municipi de l'Aragó, a la comarca de la Ribagorça, situat a 517 metres sobre el nivell de la mar. La temperatura mitjana anual és de 12,2 ° i la precipitació anual, 677 mm.
El llogaret de Besians, situat a 530 metres d'altitud, pertany al terme de Perarrua.